# Benon Liberski
Benon Liberski (ur. 3 maja 1926 w Łodzi, zm. 15 kwietnia 1983 tamże) – polski malarz, grafik, rysownik, pedagog. Jeden z czołowych przedstawicieli „łódzkiej szkoły realizmu”.

## Życiorys
Absolwent XXI Liceum Ogólnokształcącego im. Bolesława Prusa w Łodzi. Benon Liberski studia artystyczne rozpoczął w 1948 roku w PWSSP w Łodzi, a następnie od 1951 roku kontynuował (z powodu likwidacji Wydziału Grafiki) na Wydziale Grafiki w Katowicach (filii krakowskiej ASP), gdzie w 1954 roku uzyskał dyplom. Debiutował w 1951 roku na Międzynarodowej Wystawie z okazji Światowego Festiwalu Młodzieży i Studentów w Berlinie otrzymując I nagrodę za grafikę w dziale polskim. Począwszy od połowy lat 50. brał czynny udział w wystawach plastyki w kraju i za granicą. W 1956 roku wziął udział w „Wystawie ośmiu” – łódzkim odpowiedniku wystawy „Arsenał” (CBWA „Zachęta”), w której również uczestniczył. W kolejnych latach brał udział w licznych wystawach w kraju i za granicą. W latach 60. czynnie uczestniczył w życiu artystycznym Łodzi. W latach 1954–1964 pełni funkcję sekretarza i vice prezesa ZPAP w Łodzi. Pomiędzy 1965 a 1972 w ciągu trzech kadencji był prezesem ZPAP w Łodzi. Prowadził działalność dydaktyczną w Państwowej Wyższej Szkole Sztuk Plastycznych w Łodzi w latach: 1972–1982, a w latach 1975–1981 pełnił funkcję prorektora tej uczelni. Był mężem łódzkiej malarki Krystyny Liberskiej.

## Twórczość
Motto artysty:
ˌˌWspółczesny malarz realista nie maluje tego, co widzi w danym momencie, maluje na podstawie długich obserwacji z natury, wyciągając z nich ogólne, syntezujące wnioski.ˈˈ
Twórczość Benona Liberskiego zaliczana jest do kręgu realistów. Sam artysta podkreślał swoją przynależność do tego rodzaju sztuki. Prace Liberskiego odbiegały od zwykłego pojęcia realizmu – nie był to więc realizm w tradycyjnym tego słowa znaczeniu. Lepiej pasuje określenie nowy realizm lub nowa figuracja. Malarstwo Liberskiego, choć formalnie realistyczne, nie odtwarza określonych wydarzeń historycznych lub autentycznych. Będąc realistą nie troszczy się zbytnio o realia, nawet malując obrazy o tematyce społeczno rewolucyjnej. Forma obrazów jest zwykle podporządkowana treści. Kompozycje obrazów są starannie reżyserowane. Twórczość Liberskiego bywa często kojarzona z pop-artem. Są tu pewne elementy, takie choćby jak komiksowość kompozycji czy sam temat popularnych westernów. Należy jednak pamiętać, że pierwsze westerny powstały przed dotarciem pop-artu do Polski. Obrazy olejne i grafiki łączy swoista plakatowość, uproszczenia i charakterystyczny kontur. Tematyka obrazów początkowo związana była z widokami przemysłowych wnętrz, konstrukcji, panoram miast, fabryk. Później coraz częściej pojawiają się obrazy metaforyczne, gdzie często autor wprowadza słowo pisane. Inne cykle lub powtarzane tematy to wspomniane Westerny, Dyspozytorzy, Husaria, Pejzaże łódzkie, Maszyny i ludzie, Martwe natury, Cykle wojenne oraz charakterystyczne Akty. W niektórych westernach pojawia się kompozycja znana z ikonografii (charakterystyczny układ, użycie złotego koloru). Obrazy z późniejszego okresu twórczości często przypominają kolaż. Ciekawą cechą twórczości Liberskiego jest wprowadzenie autoportretu do wielu obrazów. Postacie męskie mają rysy autora, zaś wyraz twarzy jest zawsze komentarzem do dzieła.
W przypadku grafiki, Liberski tworzył głównie w technice linorytu (najbardziej znane prace), ale również był autorem litografii i akwafort.

## Działalność dydaktyczna wPaństwowej Wyższej Szkole Sztuk Plastycznych w Łodzi
Na uczelni w latach 1972–1982, na stanowisku docenta od 1974, a w latach 1975–1981 pełni również funkcję prorektora.
Szczegóły:
- 1972–1973: Studium Kształcenia Podstawowego, Katedra podstaw kształcenia artystycznego, II Pracownia rysunku, wykładowca
- 1973–1974: Studium Kształcenia Podstawowego, Katedra podstaw kształcenia artystycznego, II Pracownia rysunku, wykładowca
- 1974–1975: Studium Kształcenia Podstawowego, Katedra kształcenia ogólnoplastycznego, I Pracownia rysunku
- 1975–1976: Studium Kształcenia Podstawowego, Katedra kształcenia ogólnoplastycznego I Pracownia rysunku, prorektor
- 1976–1977: Studium Kształcenia Podstawowego, Katedra kształcenia ogólnoplastycznego, I Pracownia rysunku, prorektor
- 1977–1978: Studium Kształcenia Podstawowego, Katedra kształcenia ogólnoplastycznego, I Pracownia rysunku, prorektor
- 1978–1979: Wydział Wzornictwa Przemysłowego, Katedra kształcenia ogólnoplastycznego, I i II Pracownia rysunku, wykładowca, prorektor
- 1979–1980: Wydział Wzornictwa Przemysłowego, prorektor
- 1980–1981: Wydział Wzornictwa Przemysłowego, prorektor (pierwszy semestr)
- 1981–1982: Wydział Wzornictwa Przemysłowego, Katedra kształcenia ogólnoplastycznego, III Pracownia rysunku

## Wystawy indywidualne, ważniejsze wystawy ogólnopolskie, wystawy sztuki polskiej za granicą
| Rok  | Wystawa | Miejsce                                                                    |
| 1951 | Wystawa Festiwalowa                                                                                          | Berlin                                                                     |
| 1954 | IV Ogólnopolska Wystawa Plastyki                                                                             | Warszawa                                                                   |
| 1955 | Ogólnopolska Wystawa Młodej Plastyki                                                                         | Warszawa – „Arsenał”                                                       |
| 1956 | I Ogólnopolska Wystawa Grafiki Artystycznej i Rysunku                                                        | Warszawa                                                                   |
| 1956 | Wystawa „Ośmiu”, (Fijałkowski, Kowalewicz, Kunka, Liberska, Liberski, Nowosielski, Rózga, Urbanowicz)        | Łódź                                                                       |
| 1957 | Wystawa Indywidualna Malarstwa                                                                               | Łódź – PSP                                                                 |
| 1958 | Malarstwo i Grafika Okręgu Łódzkiego ZPAP                                                                    | Słupsk                                                                     |
| 1959 | III Ogólnopolska Wystawa Młodego Malarstwa, Grafiki i Rzeźby                                                 | Sopot                                                                      |
| 1960 | I Biennale Grafiki                                                                                           | Kraków                                                                     |
| 1960 | Wystawa „Ziemia Łódzka w Plastyce”                                                                           | Łódź, Piotrków, Pabianice                                                  |
| 1960 | Wystawa „Malarstwo i Grafika Łodzi”                                                                          | Szczecin                                                                   |
| 1960 | XVI Ogólnopolska Zimowa Wystawa Plastyki                                                                     | Radom                                                                      |
| 1960 | Wystawa „Polski Ruch Rewolucyjny w Sztuce”                                                                   | Katowice, Częstochowa, Rzeszów, Szczecin, Koszalin, Opole, Bielsko         |
| 1961 | Polskie Dzieło Plastyczne w XV-lecie PRL – Wystawa Malarstwa                                                 | Warszawa                                                                   |
| 1961 | Polskie Dzieło Plastyczne w XV-lecie PRL – Wystawa Grafiki Artystycznej i Rysunku                            | Warszawa                                                                   |
| 1961 | Wystawa Pokonkursowa „Łódź w malarstwie”                                                                     | Łódź                                                                       |
| 1961 | Wystawa Malarstwa Okręgu Łódzkiego ZPAP                                                                      | Opole                                                                      |
| 1961 | Wystawa Malarstwa i Grafiki Okręgu Łódzkiego ZPAP                                                            | Lublin                                                                     |
| 1961 | Wystawa „Polska Sztuka Rewolucyjna”                                                                          | Berlin                                                                     |
| 1962 | Wystawa Prac 25 Malarzy Realistów                                                                            | Warszawa                                                                   |
| 1962 | II Biennale Grafiki                                                                                          | Kraków                                                                     |
| 1962 | I Festiwal Polskiego Malarstwa Współczesnego                                                                 | Szczecin                                                                   |
| 1962 | Wystawa Malarstwa i Grafiki Okręgu Łódzkiego ZPAP                                                            | Warszawa, Poznań                                                           |
| 1962 | Wystawa „Martyrologia i Walka Narodu Polskiego 1939-1945”                                                    | Lublin                                                                     |
| 1962 | Wystawa „XX-lecie PPR w Malarstwie, Grafice i Rzeźbie”                                                       | Łódź                                                                       |
| 1962 | Wystawa Malarstwa i Grafiki Okręgu Łódzkiego ZPAP                                                            | Poznań                                                                     |
| 1962 | Wystawa „Łódź w malarstwie”                                                                                  | Łódź                                                                       |
| 1962 | Wystawa Indywidualna Malarstwa i Grafiki                                                                     | Łódź – PSP                                                                 |
| 1962 | „Subskrypcja Grafiki”                                                                                        | Łódź                                                                       |
| 1962 | II Okręgowy Konkurs na grafikę technik szlachetnych                                                          | Łódź                                                                       |
| 1962 | Ogólnopolski Konkurs na Grafikę i Rysunek: „20 lat PPR”                                                      | Warszawa                                                                   |
| 1962 | Wystawa „Ziemia Łódzka w plastyce”                                                                           | Łódź, Skierniewice, Tomaszów                                               |
| 1962 | Wystawa „Malarstwo Polskie”                                                                                  | Montreal, Kanada                                                           |
| 1963 | Wystawa Prac 30 Malarzy Realistów                                                                            | Warszawa, Sopot                                                            |
| 1963 | Ogólnopolska Wystawa „XX-lecie Ludowego Wojska Polskiego w Twórczości Plastycznej”                           | Warszawa, Poznań, Wrocław, Sopot                                           |
| 1963 | Wystawa w XX-lecie Ludowego Wojska Polskiego                                                                 | Łódź                                                                       |
| 1963 | Wystawa „XX-lecie Powstania w Getcie Warszawskim”                                                            | Warszawa                                                                   |
| 1963 | IV Ogólnopolska Wystawa Plastyki Marynistycznej                                                              | Warszawa                                                                   |
| 1963 | Wystawa „Oświęcim”                                                                                           | Warszawa                                                                   |
| 1963 | I Wystawa i Sympozjum „Złotego Grona”                                                                        | Zielona Góra                                                               |
| 1963 | Okręgowy Konkurs na obraz sztalugowy, rzeźbę i płaskorzeźbę                                                  | Łódź                                                                       |
| 1963 | II Okręgowy Konkurs na grafikę technik szlachetnych                                                          | Łódź                                                                       |
| 1963 | Wystawa 1-Majowa – malarstwo, grafika, rzeźba                                                                | Łódź                                                                       |
| 1963 | Międzynarodowe Biennale Sztuk Państw Nadbałtyckich                                                           | Rostock                                                                    |
| 1963 | Wystawa Grafiki Polskiej                                                                                     | Bruksela, Antwerpia, Gandawa, Brugia, Hawana, Santiago de Cuba             |
| 1963 | Pokonkursowa Wystawa Malarstwa Łódzkich Plastyków „Człowiek”                                                 | Łódź                                                                       |
| 1964 | II Festiwal Polskiego Malarstwa Współczesnego                                                                | Szczecin                                                                   |
| 1964 | III Biennale Grafiki                                                                                         | Kraków                                                                     |
| 1964 | V Ogólnopolska Wystawa Plastyki Marynistycznej                                                               | Warszawa                                                                   |
| 1964 | Wystawa „Warszawa w Sztuce”                                                                                  | Warszawa                                                                   |
| 1964 | Konkurs okręgowy na obraz sztalugowy, grafikę technik szlachetnych, rzeźbę i płaskorzeźbę pt. „Człowiek”     | Łódź                                                                       |
| 1964 | Okręgowy Konkurs na grafikę technik szlachetnych                                                             | Łódź                                                                       |
| 1964 | Okręgowy Konkurs na obraz sztalugowy                                                                         | Łódź                                                                       |
| 1964 | Ogólnopolski Konkurs „Człowiek i praca w Polsce Ludowej”                                                     | Warszawa                                                                   |
| 1964 | Wystawa Indywidualna                                                                                         | Łódź – Klub Dziennikarza                                                   |
| 1964 | Wystawa Okręgu Łódzkiego ZPAP                                                                                | Szczecin                                                                   |
| 1964 | Wystawa Grafiki Polskiej                                                                                     | Meksyk, Montevideo, Durazno, San Jose, Caracas                             |
| 1964 | Wystawa Polskiej Grafiki Współczesnej                                                                        | Mińsk                                                                      |
| 1965 | Wystawa Indywidualna Malarstwa                                                                               | Łódź – Ośrodek Propagandy Sztuki, Szczecin – Klub 13 Muz, Wieluń           |
| 1965 | III Wystawa Prac 30 Malarzy Realistów                                                                        | Warszawa                                                                   |
| 1965 | Ogólnopolska Subskrypcja Grafiki Artystycznej                                                                | Warszawa                                                                   |
| 1965 | Wystawa „Warszawa w Sztuce”                                                                                  | Warszawa                                                                   |
| 1965 | Wystawa pokonkursowa „XX-lecie Zwycięstwa”                                                                   | Warszawa                                                                   |
| 1965 | Wystawa „III Plener Koszaliński”                                                                             | Koszalin, Osieki                                                           |
| 1965 | Wystawa „XX-lecie PRL” – Współczesna Grafika Polska                                                          | Bydgoszcz                                                                  |
| 1965 | „20 lat PRL w Twórczości Plastycznej” – Wystawa Grafiki i Rzeźby                                             | Warszawa                                                                   |
| 1965 | Jubileuszowa XX Ogólnopolska Wystawa Plastyki                                                                | Radom                                                                      |
| 1965 | Wystawa Prac Współczesnych Malarzy Polskich                                                                  | Łódź                                                                       |
| 1965 | XVIII Festiwal Sztuk Plastycznych „Porównania 1”                                                             | Sopot                                                                      |
| 1965 | „20 lat PRL w Twórczości Plastycznej” – Wystawa Malarstwa                                                    | Warszawa                                                                   |
| 1965 | Wystawa Malarstwa i Grafiki Okręgu Łódzkiego ZPAP                                                            | Sopot, Katowice                                                            |
| 1965 | „20 lat PRL w Twórczości Plastycznej” – wystawa eliminacyjna                                                 | Łódź                                                                       |
| 1965 | I Ogólnopolska Wystawa Malarstwa Jesienne Konfrontacje                                                       | Rzeszów                                                                    |
| 1965 | II Wystawa Plastyki „Złotego Grona”                                                                          | Zielona Góra                                                               |
| 1965 | „Działoszyn w Plastyce” – I Plener Ziemi Łódzkiej                                                            | Działoszyn, Łódź                                                           |
| 1965 | Okręgowy Konkurs na plakat teatralny                                                                         | Łódź                                                                       |
| 1965 | Okręgowy Konkurs na obraz sztalugowy i grafikę technik szlachetnych „Człowiek Współczesny”                   | Łódź                                                                       |
| 1965 | Okręgowy Konkurs na obraz sztalugowy, rysunek, rzeźbę i płaskorzeźbę                                         | Łódź                                                                       |
| 1965 | Okręgowy Konkurs „Ziemia Łódzka w Plastyce”                                                                  | Łódź                                                                       |
| 1965 | Internationale Grafik Ausstellung „Intergrafik 65”                                                           | Berlin                                                                     |
| 1965 | V Międzynarodowe Biennale Sztuki Współczesnej                                                                | San Marino                                                                 |
| 1965 | Echa Oporu Antyfaszystowskiego w Polskiej Sztuce                                                             | Lipsk, Berlin                                                              |
| 1965 | Sztuka Polska                                                                                                | Kolonia                                                                    |
| 1965 | Współczesne Malarstwo Polskie                                                                                | Moskwa                                                                     |
| 1965 | Biennale Sztuki Państw Nadbałtyckich                                                                         | Rostock                                                                    |
| 1966 | Wystawa Indywidualna Malarstwa                                                                               | Warszawa – „Zachęta”, Kielce, Białowieża, Białystok, Gdynia                |
| 1966 | IV Wystawa Malarzy Realistów                                                                                 | Warszawa                                                                   |
| 1966 | II Festiwal Sztuk Pięknych                                                                                   | Warszawa                                                                   |
| 1966 | III Festiwal Polskiego Malarstwa Współczesnego                                                               | Szczecin                                                                   |
| 1966 | II Ogólnopolska Wystawa Plastyki „Przeciw Wojnie”                                                            | Lublin                                                                     |
| 1966 | II Ogólnopolski Plener Białowieski – wystawa poplenerowa „Spotkania i Eksperymenty”                          | Białowieża, Białystok                                                      |
| 1966 | Wystawa „Temat Muzyczny w Polskiej Plastyce Współczesnej”                                                    | Bydgoszcz                                                                  |
| 1966 | Wystawa przedplenerowa i poplenerowa oraz Sympozjum „Sztuka w zmieniającym się świecie”                      | Puławy – Azoty                                                             |
| 1966 | Wystawa „Sztuka w zmieniającym się świecie”                                                                  | Lublin                                                                     |
| 1966 | II Plener Ziemi Łódzkiej                                                                                     | Skierniewice                                                               |
| 1966 | Okręgowy Konkurs na obraz sztalugowy, rysunek, rzeźbę i płaskorzeźbę                                         | Łódź                                                                       |
| 1966 | Wystawa Trzech Współczesnych Artystów Polskich – Jan Betley, Tadeusz Ciesiulewicz i Benon Liberski           | Praga, Pardubice, Berlin, Budapeszt                                        |
| 1966 | Międzynarodowa Wystawa Sztuki Współczesnej                                                                   | Monte Carlo                                                                |
| 1966 | Europaische Realistische Kunst „Sytuation 66”                                                                | Augsburg                                                                   |
| 1966 | Wystawa „Klassen Bruder – Waffen Bruder”                                                                     | Berlin                                                                     |
| 1966 | Wystawa Współczesnej Grafiki Polskiej                                                                        | Wiedeń                                                                     |
| 1966 | Polska Sztuka Współczesna – malarstwo, grafika, rzeźba                                                       | Lubeka                                                                     |
| 1966 | Współczesne Malarstwo Polskie                                                                                | Bukareszt                                                                  |
| 1966 | Wystawa 100 Malarzy Polskich – w ramach „Tygodnia Polskiego”                                                 | Sztokholm                                                                  |
| 1966 | Współczesna Grafika Polska                                                                                   | Reggio Emilia, Ferrara, Modena, Parma, Rzym, Neapol                        |
| 1966 | I Ogólnopolska Subskrypcja Grafiki Artystycznej                                                              | Moskwa                                                                     |
| 1966 | „Podareni Dela ad Polska”                                                                                    | Skopje                                                                     |
| 1966 | „Polnische Malerei der Gegenwart”                                                                            | Berlin                                                                     |
| 1967 | Wystawa Indywidualna Malarstwa                                                                               | Skierniewice, Oliwa, Gdynia – Oksywie                                      |
| 1967 | V Wystawa Prac Malarzy Realistów                                                                             | Warszawa                                                                   |
| 1967 | „Człowiek i Praca w Polsce Ludowej” – Wystawa pokonkursowa                                                   | Warszawa                                                                   |
| 1967 | XX Festiwal Sztuk Plastycznych – „Porównania 2”                                                              | Sopot                                                                      |
| 1967 | Wystawa Malarstwa i Grafiki Realistów poświęcona 50-rocznicy Rewolucji Październikowej                       | Warszawa                                                                   |
| 1967 | Plenery Białowieskie                                                                                         | Olsztyn                                                                    |
| 1967 | Pejzaż Polski w Malarstwie Współczesnym                                                                      | Bydgoszcz                                                                  |
| 1967 | Ogólnopolska Wystawa Malarstwa – „II Jesienne Konfrontacje”                                                  | Rzeszów                                                                    |
| 1967 | Wystawa II Pleneru Ziemi Łódzkiej                                                                            | Łódź                                                                       |
| 1967 | V Ogólnopolska Wystawa Malarstwa i Grafiki „Jesień Bielska”                                                  | Bielsko – Biała                                                            |
| 1967 | Okręgowy Konkurs na obraz sztalugowy „50 lat Wielkiej Socjalistycznej Rewolucji Październikowej”             | Łódź                                                                       |
| 1967 | Okręgowy Konkurs na grafikę technik szlachetnych                                                             | Łódź                                                                       |
| 1967 | Okręgowy Konkurs na obraz sztalugowy, rysunek, rzeźbę i płaskorzeźbę                                         | Łódź                                                                       |
| 1967 | Internationale Grafik Ausstellung „Intergrafik 67”                                                           | Berlin, Warszawa, Budapeszt, Moskwa                                        |
| 1967 | Współczesne Malarstwo Polskie                                                                                | Praga, Belgrad, Zagrzeb, Lubljana                                          |
| 1968 | VI Wystawa Prac Malarzy Realistów                                                                            | Warszawa                                                                   |
| 1968 | Wystawa „Czyn Partyzancki”                                                                                   | Radom                                                                      |
| 1968 | Ogólnopolska Wystawa „25 lat Ludowego Wojska Polskiego w Twórczości Plastycznej”                             | Warszawa                                                                   |
| 1968 | VI Ogólnopolska Wystawa Malarstwa „Jesień Bielska”                                                           | Bielsko – Biała                                                            |
| 1968 | „Chemia i Alchemia” – Wystawa i Sympozjum                                                                    | Katowice                                                                   |
| 1968 | IV Festiwal Polskiego Malarstwa Współczesnego                                                                | Szczecin                                                                   |
| 1968 | „Intergrafik 67”                                                                                             | Leningrad – Ermitaż                                                        |
| 1968 | „IX Salon Internationale Paris – Sud a Juvisy”                                                               | Paryż                                                                      |
| 1968 | Wystawa “Karol Świerczewski – Walter”                                                                        | Praga                                                                      |
| 1968 | “Społeczno – Rewolucyjna Tematyka w Polskiej Sztuce”                                                         | Ułan – Bator                                                               |
| 1968 | Wystawa Współczesnego Malarstwa Polskiego                                                                    | Kilonia                                                                    |
| 1968 | Wystawa Grafiki Polskiej                                                                                     | Oslo                                                                       |
| 1968 | Ludowe Wojsko Polskie w Twórczości Plastycznej                                                               | Bukareszt                                                                  |
| 1968 | Tematyka Społeczno Rewolucyjna w Polskiej Plastyce                                                           | Moskwa                                                                     |
| 1968 | Wizerunek Polaka w Polskim Malarstwie Współczesnym                                                           | Bydgoszcz                                                                  |
| 1968 | III Plener Ziemi Łódzkiej                                                                                    | Radomsko                                                                   |
| 1969 | Wystawa Indywidualna Malarstwa                                                                               | Lublin BWA                                                                 |
| 1969 | VII Wystawa Prac Malarzy Realistów                                                                           | Warszawa                                                                   |
| 1969 | XXI Festiwal Sztuk Plastycznych „Porównania 3”                                                               | Sopot                                                                      |
| 1969 | IV Ogólnopolska Wystawa Grafiki                                                                              | Warszawa                                                                   |
| 1969 | III Ogólnopolska Wystawa Plastyki „Przeciw Wojnie”                                                           | Lublin                                                                     |
| 1969 | „Z tradycji Wolnościowych i Rewolucyjnych w Malarstwie Polskim”                                              | Łódź                                                                       |
| 1969 | Ogólnopolska Wystawa Malarstwa – III Jesienne Konfrontacje                                                   | Rzeszów                                                                    |
| 1969 | XXV-lat PRL „Spotkania Krakowskie”                                                                           | Kraków                                                                     |
| 1969 | „Człowiek i Praca w Polsce Ludowej” – rzeźba, malarstwo, grafika                                             | Warszawa                                                                   |
| 1969 | II Ogólnopolski Plener Przemysłowy na Śląsku                                                                 | Rybnik, Katowice                                                           |
| 1969 | VII Ogólnopolska Wystawa Malarstwa „Jesień Bielska”                                                          | Bielsko – Biała                                                            |
| 1969 | Okręgowy Konkurs na Portret Zasłużonego Działacza Ziemi Łódzkiej                                             | Łódź                                                                       |
| 1969 | Okręgowy Konkurs na obraz sztalugowy, rzeźbę i płaskorzeźbę oraz tkaninę unikatową                           | Łódź                                                                       |
| 1969 | III Biennale Sztuki Państw Nadbałtyckich                                                                     | Rostock                                                                    |
| 1969 | Współczesne Malarstwo i Grafika Polska 1959-69                                                               | Berlin Zachodni                                                            |
| 1969 | Wystawa Prac Malarzy Realistów                                                                               | Moskwa                                                                     |
| 1970 | Wystawa Indywidualna Malarstwa – „Akty i Westerny”                                                           | Łódź                                                                       |
| 1970 | Wystawa Indywidualna Malarstwa                                                                               | Łódź                                                                       |
| 1970 | VIII Wystawa Prac Malarzy Realistów                                                                          | Warszawa                                                                   |
| 1970 | VIII Ogólnopolska Wystawa Malarstwa „Jesień Bielska”                                                         | Bielsko – Biała                                                            |
| 1970 | Wojna i Pokój w Twórczości Plastycznej                                                                       | Poznań                                                                     |
| 1970 | „Lenin i Jego Idea” – wystawa polskiej plastyki współczesnej z okazji 100 rocznicy urodzin W. I. Lenina      | Warszawa                                                                   |
| 1970 | Wystawa Poplenerowa Ogólnopolskiego Pleneru „Szlakiem Lenina”                                                | Zakopane, Kraków                                                           |
| 1970 | Wystawa Pokonkursowa Malarstwa „Lenin i Jego Dzieło”                                                         | Łódź                                                                       |
| 1970 | I Ogólnopolski Konkurs na Obraz Sztalugowy                                                                   | Łódź                                                                       |
| 1970 | „Intergrafik 70”                                                                                             | Berlin                                                                     |
| 1970 | Międzynarodowa Wystawa „Przeciw Wojnie”                                                                      | Warszawa                                                                   |
| 1970 | Wystawa „Malarstwo w Polsce Ludowej”                                                                         | Warszawa – Muzeum Narodowe                                                 |
| 1970 | Wystawa Plastyki ze zbiorów Muzeum na Majdanku – „Przeciw Wojnie”                                            | Lublin                                                                     |
| 1970 | Ogólnopolska Wystawa Malarstwa – „Jesienne Konfrontacje”                                                     | Rzeszów                                                                    |
| 1970 | Wystawa Malarstwa Batalistycznego Okręgu Łódzkiego ZPAP                                                      | Warszawa                                                                   |
| 1970 | III Wystawa Polskiej Grafiki i Rysunku                                                                       | Częstochowa                                                                |
| 1971 | „25 lat Malarstwa Polskiego”                                                                                 | Poznań – Muzeum Narodowe                                                   |
| 1971 | Wystawa Indywidualna Malarstwa i Grafiki                                                                     | Łódź Ośrodek Propagandy Sztuki, Wieluń, Warszawa – „Kordegarda”, Budapeszt |
| 1971 | „Porównania 4”                                                                                               | Sopot                                                                      |
| 1971 | Ogólnopolska Wystawa Malarstwa, Rzeźby i Grafiki – „Portret Człowieka”                                       | Warszawa                                                                   |
| 1971 | V Ogólnopolska Wystawa Grafiki                                                                               | Poznań – Muzeum Narodowe                                                   |
| 1971 | Okręgowy Konkurs na obraz sztalugowy, rzeźbę i płaskorzeźbę oraz tkaninę unikatową                           | Łódź                                                                       |
| 1971 | Wystawa Malarstwa Grupy Realistów                                                                            | Vallekilde, Hoskole (Dania)                                                |
| 1971 | Jesienny Salon                                                                                               | Paryż – Grand Palais des Chams – Elysees                                   |
| 1971 | Wystawa Malarstwa I Grafiki “Przeciw wojnie”                                                                 | Karlowe Vary, Łuck                                                         |
| 1971 | „Grafika w Polsce Ludowej”                                                                                   | Warszawa – „Zachęta”                                                       |
| 1971 | IX Ogólnopolska Wystawa Malarstwa „Jesień Bielska”                                                           | Bielsko – Biała                                                            |
| 1971 | IV Ogólnopolskie Biennale Plakatu                                                                            | Katowice                                                                   |
| 1971 | Wystawa pokonkursowa malarstwa, rzeźby i grafiki „Człowiek – praca – środowisko”                             | Warszawa                                                                   |
| 1971 | „Związek Radziecki w oczach polskich plastyków”                                                              | Warszawa – Dom Kultury Radzieckiej                                         |
| 1971 | IV Prezentacja Malarstwa Krajów Socjalistycznych                                                             | Szczecin                                                                   |
| 1971 | Wystawa Prac 10 Łódzkich Artystów Malarzy                                                                    | Sofia                                                                      |
| 1971 | Wystawa Sztuki Polskiej                                                                                      | Lubeka – Handelsbank                                                       |
| 1971 | Wystawa Prac 13 Łódzkich Artystów Malarzy                                                                    | Middlesborough                                                             |
| 1972 | Wystawa Indywidualna Malarstwa                                                                               | Łódź – Galeria „Księży Młyn”, Galeria „L”                                  |
| 1972 | IX Wystawa Prac Grupy Realistów                                                                              | Warszawa                                                                   |
| 1972 | VI Festiwal Polskiego Malarstwa Współczesnego                                                                | Szczecin                                                                   |
| 1972 | Wystawa poplenerowa malarstwa, grafiki, rzeźby i fotografiki „Przed olimpiadą”                               | Warszawa, Łódź, Spała                                                      |
| 1972 | Międzynarodowy Festiwal Malarstwa „Człowiek a współczesna cywilizacja”                                       | Cannes                                                                     |
| 1972 | Międzynarodowa Wystawa Sztuki Współczesnej „Człowiek i jego świat”                                           | Montreal                                                                   |
| 1972 | „Wojna i Pokój w Polskiej Sztuce Współczesnej”                                                               | Berlin – Muzeum fur Deutsche Geschichte, Frankfurt – Muzeum Okręgowe       |
| 1972 | Wystawa Malarstwa, Grafiki i Rzeźby Okręgu Łódzkiego ZPAP                                                    | Lipsk                                                                      |
| 1972 | „Współczesna Plastyka Polska” – wystaw z okazji Dni Warszawy                                                 | Bukareszt, Budapeszt, Mucsarnok                                            |
| 1972 | Ogólnopolska Wystawa Malarstwa „Kopernik – Kosmos”                                                           | Toruń – Muzeum Okręgowe                                                    |
| 1972 | „Związek Radziecki w malarstwie, grafice i fotografice artystów polskich”                                    | Bydgoszcz                                                                  |
| 1972 | II Ogólnopolski Konkurs na Obraz                                                                             | Łódź                                                                       |
| 1973 | „8 Salon Marcowy”                                                                                            | Zakopane                                                                   |
| 1973 | I Triennale Malarstwa Krajów Socjalistycznych                                                                | Sofia                                                                      |
| 1973 | I Triennale Malarstwa i Grafiki „Nasz czas – metafora – tendencje”                                           | Łódź                                                                       |
| 1973 | V Biennale Sztuki Krajów Nadbałtyckich                                                                       | Rostock                                                                    |
| 1973 | Wystawa poplenerowa VII Ogólnopolskiego Pleneru Ziemi Łódzkiej                                               | Łódź, Uniejów                                                              |
| 1973 | „Porównanie 5”                                                                                               | Sopot                                                                      |
| 1973 | „30 lat Ludowego Wojska Polskiego w twórczości plastycznej”                                                  | Warszawa                                                                   |
| 1973 | „Kopernik – Kosmos”                                                                                          | Grecja                                                                     |
| 1973 | „Warszawa w Malarstwie Współczesnym”                                                                         | Berlin, Sofia                                                              |
| 1973 | Wystawa „Złotego Grona”                                                                                      | Zielona Góra                                                               |
| 1973 | IV Biennale „Sport w sztukach pięknych”                                                                      | Madryt                                                                     |
| 1973 | Wystawa Malarstwa Polskiego                                                                                  | Tokio                                                                      |
| 1974 | Międzynarodowy Plener Olimpijski „Spała 74”                                                                  | Spała                                                                      |
| 1974 | Wystawa Prac Grupy Realistów                                                                                 | Warszawa                                                                   |
| 1974 | Wystawa Polskiego Malarstwa i Grafiki                                                                        | Wiedeń                                                                     |
| 1974 | Wystawa Współczesnej Grafiki Polskiej                                                                        | Buenos Aires                                                               |
| 1974 | Wystawa „Wojna i pokój w plastyce polskiej”                                                                  | Brno, Płowdiw                                                              |
| 1974 | 30 lat LWP w Twórczości Plastycznej                                                                          | Sofia                                                                      |
| 1974 | Aukcja sztuki polskiej „Nowy ruch polonais”                                                                  | Paryż                                                                      |
| 1974 | Festiwal Polskiego Malarstwa Współczesnego                                                                   | Szczecin                                                                   |
| 1974 | Tendencje w Sztuce Łódzkiej – Panorama 30-lecia                                                              | Warszawa                                                                   |
| 1974 | Wystawa Indywidualna                                                                                         | Łódź                                                                       |
| 1974 | V Ogólnopolska Wystawa Malarstwa „Jesienne Konfrontacje”                                                     | Rzeszów                                                                    |
| 1974 | Wystawa Polskiego Malarstwa Realistycznego                                                                   | Berlin, Ułan Bator                                                         |
| 1974 | Festiwal Polski – Wystawa sztuki Polskiej                                                                    | Boltimore                                                                  |
| 1974 | Wystawa Współczesnego Malarstwa Polskiego                                                                    | Londyn                                                                     |
| 1974 | Wystawa 30 lat Malarstwa w PRL                                                                               | Katowice                                                                   |
| 1974 | VII Festiwal Polskiego Malarstwa Współczesnego                                                               | Szczecin                                                                   |
| 1975 | Wystawa Laureaci nagród miasta Łodzi                                                                         | Łódź                                                                       |
| 1975 | Wystawa Indywidualna Malarstwa                                                                               | Bydgoszcz                                                                  |
| 1975 | XXIV Ogólnopolska Wystawa Plastyki                                                                           | Radom                                                                      |
| 1975 | Wystawa „Wkład żołnierz polskiego w zwycięstwo nad faszyzmem”                                                | Łódź                                                                       |
| 1976 | Wystawa Indywidualna Grafiki                                                                                 | Łódź                                                                       |
| 1976 | Województwo sieradzkie w Malarstwie                                                                          | Sieradz                                                                    |
| 1976 | Lenin w Malarstwie Polskim                                                                                   | Nowy Sącz                                                                  |
| 1976 | Wystawa Indywidualna Malarstwa                                                                               | Moskwa, Wilno                                                              |
| 1976 | Sport w sztuce – wystawa konkursowa                                                                          | Katowice                                                                   |
| 1976 | II Triennale Malarstwa i Grafiki „Nasz czas – metafora – tendencje”                                          | Łódź, Warszawa                                                             |
| 1976 | Wystawa Indywidualna Malarstwa                                                                               | Rzeszów                                                                    |
| 1977 | Wystawa Indywidualna Malarstwa                                                                               | Kraków, Zakopane                                                           |
| 1979 | Wystawa „Polaków portret własny”                                                                             | Kraków, Warszawa                                                           |
| 1979 | Benon Liberski – Malarstwo                                                                                   | Berlin                                                                     |
| 1980 | Wystawa Indywidualna Malarstwa                                                                               | Sztokholm, Wilno                                                           |
| 1980 | Wystawa twórczości plastycznej z okazji XXXV-lecia Zwycięstwa nad Faszyzmem i XXV-lecia Układu Warszawskiego | Warszawa „Zachęta”                                                         |
| 1982 | Benon Liberski – rysunek                                                                                     | ZPAP, BWA Łódź                                                             |
| 1983 | Ogólnopolska Wystawa „Wojsko Polskie w Plastyce”                                                             | Warszawa „Zachęta”                                                         |
| 1984 | Trzecie Triennale „Prezentacje portretu współczesnego”                                                       | Radom                                                                      |
| 1984 | Wystawa Indywidualna – Benon Liberski (1926 – 1983)                                                          | Moskwa, Ryga                                                               |
| 1984 | Wystawa Malarstwa i Rysunku „Rysunek i Obraz”                                                                | Instytut Kultury Polskiej, Londyn                                          |
| 1985 | Wystawa monograficzna                                                                                        | Łódź BWA                                                                   |

## Nagrody i wyróżnienia
| Rok         | Nagroda |
| 1951        | Wystawa Festiwalowa, Berlin, I nagroda za grafikę w dziale polskim                                                                             |
| 1961 – 1971 | W okręgowych konkursach na obraz i grafikę: pięciokrotnie I nagroda, pięciokrotnie II nagroda, sześciokrotnie III nagroda, 15 razy wyróżnienie |
| 1962        | Ogólnopolski Konkurs na Grafikę i Rysunek: „20 lat PPR” Warszawa – II nagroda                                                                  |
| 1964        | Ogólnopolski Konkurs „Człowiek i praca w Polsce Ludowej”, Warszawa – II nagroda                                                                |
| 1965        | Wystawa „Warszawa w Sztuce”, Warszawa, nagroda Ministra Kultury i Sztuki                                                                       |
| 1965        | Nagroda Prezydium Wojewódzkiej Rady Narodowej w Łodzi                                                                                          |
| 1968        | Ogólnopolska Wystawa „25 lat Ludowego Wojska Polskiego w Twórczości Plastycznej”, Warszawa – nagroda Ministra Kultury i Sztuki                 |
| 1970        | I Ogólnopolski Konkurs na Obraz Sztalugowy, Łódź, III nagroda, oraz nagroda specjalna                                                          |
| 1970        | Nagroda II stopnia Ministra Obrony Narodowej za twórczość plastyczną poświęconą tematyce wojskowej                                             |
| 1970        | Nagroda Ministra Kultury i Sztuki za upowszechnianie plastyki                                                                                  |
| 1971        | Ogólnopolski Konkurs „Człowiek – praca – środowisko”, Warszawa, II nagroda                                                                     |
| 1971        | Nagroda miasta Łodzi za upowszechnianie kultury                                                                                                |
| 1972        | Nagroda Wawrzyn Olimpijski. |
| 1972        | II Ogólnopolski Konkurs na Obraz, Łódź – nagroda specjalna                                                                                     |
| 1973        | Nagroda Ministra Kultury i Sztuki III stopnia za całokształt twórczości                                                                        |
| 1974        | Krzyż Kawalerski Orderu Odrodzenia Polski |
| 1974        | Współczesna sztuka polska zaangażowana politycznie i społecznie, Łódź, III nagroda                                                             |
| 1975        | Konkurs „Człowiek” (plakat), Warszawa, wyróżnienie                                                                                             |
| 1975        | Ogólnopolska wystawa „30 rocznica zwycięstwa nad faszyzmem w twórczości plastycznej”, Warszawa nagroda Zarządu do Spraw Kombatantów            |
| 1978        | I Nagroda w konkursie na gobelin dla Zamków Północnej Polski                                                                                   |
| 1979        | Dyplom honorowy Związku Artystów Plastyków ZSRR                                                                                                |
| 1983        | Ogólnopolska Wystawa „Wojsko Polskie w Plastyce”, Warszawa, nagroda specjalna (pośmiertnie)                                                    |
| 1984        | Trzecie Triennale „Prezentacje portretu współczesnego”, Radom, nagroda specjalna i medal BWA w Radomiu (pośmiertnie)                           |

## Muzea mające w swoich zbiorach prace Benona Liberskiego
- Muzeum Miasta Łodzi
- Muzeum Narodowe w Gdańsku
- Muzeum Narodowe w Krakowie
- Muzeum Narodowe w Poznaniu
- Muzeum Narodowe w Warszawie
- Muzeum Narodowe we Wrocławiu
- Muzeum Niepodległości w Warszawie
- Muzeum Śląskie w Katowicach
- Muzeum Zamoyskich (Galeria Socrealizmu)
- Muzeum im. L. Wyczółkowskiego w Bydgoszczy
- Muzeum Wojsk Lądowych w Bydgoszczy
- Muzeum Ziemi Chełmskiej
- Muzeum Ziemi Lubuskiej
- Muzeum w Tomaszowie Mazowieckim
- Muzeum Narodowe w Kielcach
- Muzeum Sportu w Warszawie
- Muzeum Pomorza Środkowego w Słupsku
- Muzeum Sztuki w Łodzi
- Muzeum Narodowe w Szczecinie
- Muzeum Warmii i Mazur w Olsztynie
- Muzeum w Częstochowie
- Muzeum Wojska Polskiego w Warszawie
- Muzeum Lubelskie w Lublinie
- Muzeum im. Jacka Malczewskiego w Radomiu
- Państwowe Muzeum na Majdanku
- Muzeum w Koszalinie
- Muzeum Śląska Opolskiego w Opolu
- Centralne Muzeum Włókiennictwa w Łodzi
- Muzeum Górnośląskie w Bytomiu
- Muzeum Tradycji Niepodległościowych w Łodzi
- Muzeum w Chorzowie
- Muzeum Kinematografii w Łodzi

## Ciekawostki

### Znaczek pocztowy
Na jednym ze znaczków z serii „Dzień Znaczka – polskie malarstwo współczesne” został umieszczony obraz Benona Liberskiego. Znaczek pocztowy „Benon Liberski – Łódź” z 1970 roku.

### Film
W 1988 roku powstał film prezentujący sylwetkę artysty Benon Liberski – Nie tylko erotyka. Film zrealizowano w WFO w Łodzi.

### Inspiracje
W 1984 roku Leszek Rózga poświęca cykl akwafort „Donkiszoteria” (część większej wystawy „Moja Hiszpania”), swojemu przyjacielowi Benonowi Liberskiemu.